# California Fried Chicken
California Fried Chicken (CFC) — индонезийская сеть ресторанов общественного питания, специализирующихся на блюдах из курицы. По состоянию на июнь 2011 года, работает 215 ресторанов по всей Индонезии.

## Основа
Сеть была создана в 1983 году в Джакарте, как франшиза американской марки Pioneer Take Out (англ.). Она имеет американское название и сейчас стала независимой сетью, полностью принадлежащей Индонезии. В настоящий момент компания насчитывает 1400 сотрудников.
Исследования, проведённые в Джакарте, показали, что это пятая по популярности сеть быстрого питания в Индонезии после Restoran Sederhana, KFC, McDonald's и Pizza Hut. В настоящее время часто можно увидеть рестораны CFC в торговых центрах или вблизи супермаркетов. CFC имела ряд ресторанов в Китае в 1990-х годах, однако сейчас эти рестораны закрыты.
Логотип и маркетинг CFC очень похож на KFC. CFC использует красные и белые буквы для своего логотипа. Рекламный слоган компании — «Bukan Cuma Ayam» («Не просто курица»).

### Критика
Хотя данная сеть стала очень успешной, она была подвергнута критике как пример мировой глобализации американской культуры. Критики также иронично назвали данную сеть «клоном KFC».